# Poznańska Biblioteka Niemiecka (seria wydawnicza)
Poznańska Biblioteka Niemiecka – seria wydawnicza, początkowo prowadzona przez Wydawnictwo Poznańskie, a następnie przez Wydawnictwo Nauka i Innowacje.
Prace redakcyjne nad tą serią rozpoczęte zostały w 1996 roku. Redaktorami naukowymi serii są m.in.: Hubert Orłowski i Christoph Klessmann.
PBN prezentuje teksty nie tyle z samej nazwy niemieckie, co z racji zainteresowania się ich autorów własnym społeczeństwem i jego uwarunkowaniami. Dlatego w serii publikowane są prace historyków społecznych jak i pisarzy, socjologów, filozofów: m.in. Tomasza Manna, Gotfrieda Benna, Waltera Benjamina, Norberta Eliasa, Reinhardasa Kosellecka. Różna jest również struktura poszczególnych tytułów. Tomy przejęte edytorsko w całości sąsiadują z „ofertami autorskimi”, poskładanymi zarówno z dokonań jednego twórcy, jak i skupionymi wokół określonego kręgu problemowego czy dyskursu.
Seria wydawnicza otrzymała w 2001 roku Nagrodę Literatury na Świecie w dziedzinie inicjatyw wydawniczych.

## Tomy wydane
1. Rozważania o Niemcach. Zmaganie o władzę a habitus narodowy i jego przemiany w XIX i XX wieku (Norbert Elias 1996)
2. Anioł historii. Eseje, szkice, fragmenty (Walter Benjamin 1996)
3. Trzy kultury. Socjologia między literaturą a nauką (Wolf Lepenies 1997)
4. O historii społecznej Niemiec (Jürgen Kocka 1997)
5. Po nihilizmie. Eseje, szkice, fragmenty (Gottfried Benn 1998)
6. Rewolucja konserwatywna w Niemczech 1918-1933 (wybór i opracowanie Wojciech Kunicki 1999)
7. Sporne problemy współczesnej historii Niemiec (Christoph Kleßmann 1999)
8. Nazizm, Trzecia Rzesza a procesy modernizacji (wybór i opracowanie Hubert Orłowski 1999)
9. Cenzura w Niemczech XX wieku. Studia, analizy, dokumenty (wybór i opracowanie Czesław Karolak 2000)
10. Przestrzeń i polityka. Z dziejów niemieckiej myśli politycznej (wybór i opracowanie Anna Wolff-Powęska i Eberhard Schulz 2000)
11. Imperatyw pokoju. Polityka i wojna w XX wieku (Hans-Adolf Jacobsen 2000)
12. Semantyka historyczna (Reinhart Koselleck 2001)
13. Państwo a społeczeństwo. Wizje wspólnot niemieckich od oświecenia do okresu restauracji (wybór i opracowanie Tadeusz Naumowicz 2001)
14. Kultura techniki, wybór i wprowadzenie (Erhard Schütz 2001)
15. Opór - sprzeciw - rezystencja. Postawy społeczności niemieckiej w Trzeciej Rzeszy a pamięć zbiorowa (Peter Steinach 2001)
16. Moje czasy. Eseje (Tomasz Mann 2002)
17. Polacy i Niemcy. Historia – kultura – polityka (redakcja Andreas Lawaty i Hubert Orłowski 2003)
18. Europejskie wizje pisarzy niemieckich w XX wieku (wybór i opracowanie Leszek Żyliński 2003)
19. Opowiadanie historii w niemieckiej refleksji teoretycznohistorycznej i literaturoznawczej od oświecenia do współczesności (wybór, przekład i opracowanie Jerzy Kałążny 2003)
20. Racjonalność, władza, odczarowanie (Max Weber; wybór, wstęp i przekład Marian Holona 2004)
21. Praeceptores. Teologia i teologowie języka niemieckiego (wybór i opracowanie Tomasz Węcławski 2005)
22. Wybór pism (Walter Eucken; wybór i opracowanie Peter Steinach 2005)
23. Niemcy-Polska: z dziejów trudnego dialogu historiograficznego (Klaus Zernack 2006)
24. Religia, gospodarka i społeczeństwo (Ernst Troeltsch; wybór i opracowanie Andrzej Przyłębski 2006)
25. Spory o Biedermeier (wybór, redakcja i komentarz Jacek Kubiak 2006)
26. O kulturze politycznej w Niemczech (M. Rainer Lepsius 2007)
27. O kondycji Niemiec. Tożsamość niemiecka w debatach intelektualistów po 1945 roku (wybór i opracowanie Joanna Jabłkowska i Leszek Żyliński 2008)
28. Sonderweg. Spory o niemiecką drogę odrębną (wybór, opracowanie i wprowadzenie Hubert Orłowski 2008)
29. Śląsk. Rzeczywistości wyobrażone (redakcja Wojciech Kunicki, współpraca Natalia Żarska i Krzysztof Żarski)
30. W przestrzeni czas czytamy. O historii cywilizacji i geopolityce Karl Schlögel
31. Gottfried Schramm, Polska w dziejach Europy Środkowej. Studia, przekład Ewa Płomińska-Krawiec, Poznań 2010.
32. Heinz Schilling, Konfesjonalizacja. Kościół i państwo w Europie doby przednowoczesnej, przekład Jerzy Kałążny, posłowie Hubert Orłowski, Poznań 2010
33. Hans Henning Hahn, Stereotypy – tożsamość – konteksty. Studia nad polską i europejską historią, Poznań 2011.
34. Jan Philipp Reemtsma, Zaufanie i przemoc. Esej o szczególnej konstelacji nowoczesności, Poznań 2011.
35. Michael G. Müller, Zrozumieć polską historię, Poznań 2012.
36. Konrad H. Jarausch, Po Hitlerze. Powrót Niemców do cywilizowanego świata 1945-1995, tłumaczenie Jacek Serwański, Poznań 2013.
37. „Niemiecki Wschód”. Wyobrażenia – misja – dziedzictwo, wybór, wstęp, opracowanie Christoph Kleßmann, Poznań 2013.
38. Języki przemocy, wstęp, opracowanie Łukasz Musiał, Poznań 2014.
39. a. Myślenie historyczne, Część I, Jörn Rüsen, Nadawanie historycznego sensu, red. naukowa Robert Traba, Holger Thünemann, Poznań 2015,        b. Myślenie historyczne, Część II, Świadomość i kultura historyczna, red. naukowa Robert Traba, Holger Thünemann, Poznań 2015.
40. Pokolenia albo porządkowanie historii, wybór, wstęp, opracowanie Hubert Orłowski, Poznań 2015.
41. Prusy - mity i rzeczywistości, wybór, wstęp i opracowanie Hans-Jürgen Bömelburg i Andreas Lawaty, Poznań 2016.
42. Wokół romantyzmu, wybór, wstęp i opracowanie Tomasz Waszak i Leszek Żyliński, Poznań 2016.
43. Powojenna mediewistyka niemiecka, wybór i opracowanie Adam Krawiec i Jerzy Strzelczyk, Poznań 2017.
44. Der Geist Polonias. Dwa wieki recepcji kultury polskiej w Niemczech 1741-1942, wybór i opracowanie Marek Zybura, Poznań 2017.
45. Hubert Orłowski, Emigracja wewnętrzna. Postawy, motywacje, dylematy, Poznań 2017.
46. Heinz Schilling, Marcin Luter. Buntownik w czasach przełomu, Poznań 2017.
47. Sztuka a religia : debaty niemieckie od XVI do XXI wieku, wstęp, wybór, opracowanie Cezary Lipiński, Maria Wojtczak, Poznań 2018.
48. Thomas Lindenberger, Alf Lüdtke (red.), Eigen-Sinn. Życie codzienne, podmiotowość i sprawowanie władzy w XX wieku, redakcja naukowa: Kornelia Kończal, Poznań 2018.